# Hatsu Hioki
Hatsu Hioki (jap. 日沖発 Hioki Hatsu;  ur. 18 lipca 1983 w Nagoi) – japoński zawodnik mieszanych sztuk walki. Posiadacz pasów mistrzowskich TKO Major League MMA, World Victory Road oraz Shooto w wadze piórkowej (ok 66 kg). Były zawodnik m.in. PRIDE FC oraz Ultimate Fighting Championship. Aktualnie związany z Pancrase. Czarny pas w brazylijskim jiu-jitsu.

## Kariera MMA
W MMA zadebiutował w 2002. 13 lipca 2003, przegrał z Hiroyukim Takayą na gali Shooto. 5 maja 2006, zadebiutował w największej kanadyjskiej organizacji TKO Major League MMA, w walce o tytuł mistrza z Markiem Hominickiem, z którym ostatecznie wygrał, poddając go duszeniem. W sierpniu tego samego roku, wrócił do Japonii, tocząc wygraną walkę na gali PRIDE Bushido 12 z doświadczonym Jeffem Curranem. 
W lutym 2007 oraz w październiku 2008, dwukrotnie bronił tytuł TKO Major League, pokonując w rewanżu Hominicka oraz Thierry'ego Quenneville'a.
W 2009 związał się z WVR Sengoku. 30 marca wziął udział w turnieju wagi piórkowej, dochodząc do finału, lecz kontuzja, której się nabawił, wykluczyła go z finałowego starcia. 30 maja 2010, został mistrzem Shooto wagi piórkowej, pokonując Takeshiego Inoue na punkty.
30 grudnia 2010, na sylwestrowej gali Sengoku: Soul of Fight, stoczył pojedynek o mistrzostwo w wagi piórkowej z Brazylijczykiem Marlonem Sandro. Hioki wygrał jednogłośnie na punkty, po pięciorundowym boju i został mistrzem. Tytułu nie zdołał obronić gdyż na początku 2011, WVR zbankrutowało i zaprzestało działalności. 
Jeszcze w tym samym roku, związał się z Ultimate Fighting Championship. 29 października 2011 na gali UFC 137, pokonał George'a Roopa na punkty, a 26 lutego 2012, wygrał z pochodzącym z Polski Bartem Palaszewskim, również na punkty. W latach 2012–2015, wygrał tylko jeden pojedynek z sześciu. Przegrywał m.in. z Ricardo Lamasem oraz Clayem Guidą. Po przegranej przez KO z Danem Hookerem, w maju 2015, został zwolniony z organizacji.
Na początku 2016, związał się z krajowym Pancrase, pokonując przez duszenie Kyosuke Yokoyamę.

## Osiągnięcia
- 2001: All Japan Amateur Shooto Championships - 3. miejsce[9]
- 2006-2008: Mistrz Świata TKO Major League w wadze piórkowej
- 2009: Finalista turnieju Sengoku Featherweight Grand Prix wagi piórkowej
- 2010: Mistrz Shooto w wadze piórkowej
- 2010-2011: Mistrz Sengoku w wadze piórkowej